# Chenchu jezik
Chenchu jezik (ISO 639-3: cde; chenchucoolam, chenchwar, chensulu, chenswar, choncharu), dravidski jezik kojim govori 26 000 ljudi (2007), većinom u brdima Nallamalla u distriktu Kurnool, Andhra Pradesh, te u državama Karnataka i Orissa.
Jedan je od pet teluških jezika, a mnogi pripadnici etničke grupe Chenchu (još uvijek lovci i sakupljači) govore i telugu [tel]. Pismo: telugu.

## Vanjske poveznice
- Ethnologue (14th)
- Ethnologue (15th)